# Sweet People
„Sweet people” (în engleză Oameni blânzi) este un cântec compus de Alyosha, Boris Kukoba și Vadim Lisița și interpretat de Alyosha. A reprezentat Ucraina la Concursul Muzical Eurovision 2010, intrând cu numărul 8 în cea de-a doua semifinală de pe 27 mai în Bærum, Norvegia.